# 北峰区
北峰区（1963年6月—1969年11月，1970年5月—1975年5月）是中华人民共和国福建省福州市历史上的一个市辖区。

## 第一次设立
1963年6月，北峰人民公社改制为北峰区，隶属福州市人民政府郊区行政办事处；同年8月，北峰区辖石牌、前洋、党洋、宦溪、桂湖、芝铁、日溪、红寮、南峰、捷坂等人民公社。1969年11月，北峰区改称北峰人民公社。

## 第二次设立
1970年5月，北峰人民公社改制为北峰区，直属福州市革命委员会，下辖宦溪、岭头、红寮、日溪4个人民公社。1975年5月，撤销北峰区，所属人民公社划归郊区。